# Гули Королёвой (Волгоград)
Гули Королёвой — микрорайон в составе Советского района города Волгограда. Входил до 2010 года как населённый пункт в состав Горнополянского сельского поселения.

## История
Законом Волгоградской области от 30 ноября 2006 года 1333-ОД из состава Городищенского района исключено Горнополянское сельское поселение. Все населённые пункты, входившие в него, были включены в состав Волгограда (посёлки Горный (бывший административный центр), Гули Королёвой, Водный, Майский).
Бывший посёлок городского типа в марте 2010 года включён в состав Советского района города Волгограда.

## География
Находится по берегу балки Таловая.

## Инфраструктура
ГУЗ Клиническая больница № 11, фельдшерский здравпункт. Учебный корпус агрономического факультета № 3.

## Транспорт
Автомобильный транспорт.
Остановка «Посёлок Гули Королёвой». Автобус 52э.